# Hardauské údolí
Hardauské údolí (německy Hardautal) je údolí v Dolním Sasku v Německu. Rozprostírá se kolem vřesovištní řeky Hardau.
Údolím prochází 27 km dlouhá kulturněhistorická vodní zážitková stezka Hardautal (Kulturhistorischen Wassererlebnispfad Hardautal).
Na Hardauské údolí navazuje Gerdauské údolí.